# Превиж
Превиж (хорв. Previž) — населений пункт у Хорватії, в Істрійській жупанії у складі громади Церовлє.

## Населення
Населення за даними перепису 2011 року становило 83 осіб.
Динаміка чисельності населення поселення:

## Клімат
Середня річна температура становить 12,12 °C, середня максимальна – 25,08 °C, а середня мінімальна – -1,28 °C. Середня річна кількість опадів – 1197 мм.
| Клімат поселення                              | Клімат поселення | Клімат поселення | Клімат поселення | Клімат поселення | Клімат поселення | Клімат поселення | Клімат поселення | Клімат поселення | Клімат поселення | Клімат поселення | Клімат поселення | Клімат поселення | Клімат поселення |
| Показник                                      | Січ.             | Лют.             | Бер.             | Квіт.            | Трав.            | Черв.            | Лип.             | Серп.            | Вер.             | Жовт.            | Лист.            | Груд.            |                  |
| Середній максимум, °C                         | 9,06             | 9,44             | 12,29            | 15,70            | 20,60            | 24,41            | 25,08            | 24,57            | 20,40            | 16,03            | 11,29            | 8,33             |                  |
| Середня температура, °C                       | 3,88             | 4,27             | 7,12             | 10,54            | 15,44            | 19,25            | 21,62            | 21,10            | 16,94            | 12,56            | 7,83             | 4,86             |                  |
| Середній мінімум, °C                          | −1,28            | −0,9             | 1,95             | 5,37             | 10,27            | 14,08            | 18,14            | 17,62            | 13,47            | 9,10             | 4,36             | 1,40             |                  |
| Норма опадів, мм                              | 90               | 73               | 89               | 99               | 86               | 102              | 72               | 97               | 103              | 131              | 140              | 115              |                  |
| Середньомісячна швидкість вітру, м/с          | 1.88             | 2.15             | 2.35             | 2.36             | 2.15             | 2.05             | 1.99             | 1.95             | 1.90             | 2.04             | 2.12             | 2.03             |                  |
| Середньомісячна сонячна радіація, кДж/м²·день | 4520             | 7429             | 10621            | 14860            | 19087            | 20665            | 21686            | 18748            | 13903            | 9004             | 4937             | 3778             |                  |
| --------------------------------------------- | ---------------- | ---------------- | ---------------- | ---------------- | ---------------- | ---------------- | ---------------- | ---------------- | ---------------- | ---------------- | ---------------- | ---------------- | ---------------- |
| Джерело:                                      |                  |                  |                  |                  |                  |                  |                  |                  |                  |                  |                  |                  |                  |